# Bill France junior
William Clifton France (* 4. April 1933 in Washington, D.C.; † 4. Juni 2007 in Daytona Beach), auch „Bill junior“ und „Little Bill“ genannt, war der langjährige Vorsitzende und Präsident von NASCAR, der bedeutendsten US-amerikanischen Tourenwagenrennserie.

## Leben
France wurde in Washington, D.C. als Sohn von Anne Bledsoe und William Henry Getty France geboren. Im Jahre 1935 zog er als Folge der Weltwirtschaftskrise mit seiner Familie nach Daytona Beach in Florida. Dort ging er zur Seabreeze High School, bevor er die University of Florida besuchte. Er diente zwei Jahre in der United States Navy, bevor er eine Karriere als Rennfahrer begann.
France wuchs mit dem Aushelfen auf Rennstrecken auf. Er verkaufte Karten und half beim Parken der Wagen auf dem Daytona Beach Road Course. Er arbeitete für 13 Monate zwölf Stunden pro Tag und sieben Tage in der Woche beim Bau des Daytona International Speedway mit, wo er einen sogenannten Compactor, einen Bulldozer und eine Planierwalze bediente. Einmal versuchte er mit einem Maultier Bäume aus dem Sumpf zu ziehen, da die motorisierten Geräte im Sumpf stecken blieben.
Er fuhr Motocross-Rennen und begann an Enduro-Rennen in den 1960er Jahren teilzunehmen. France startete beim Baja 1000 in der Motorrad-Klasse in den frühen 1970er Jahren. Zudem versuche er sich bei Motocross-Rennen in Daytona. Obwohl die Rennen mit wenig Zuschauerinteresse starteten, entwickelten sie sich zum beliebten Daytona Supercross, das maßgeblichen Einfluss auf die Daytona Beach Bike Week hatte.

### Vorsitzender von NASCAR
Nachdem er sechs Jahre lang Vizepräsident von NASCAR gewesen war, wurde Bill France junior am 10. Januar 1972 Präsident von NASCAR, als sein Vater Bill France senior zurücktrat. Die International Motorsports Hall of Fame schreibt zum Führungswechsel: “Other than the founding of NASCAR itself, Bill Jr.'s appointment to leadership is probably the most significant event in the history of the sanctioning body.” (deutsch: „Neben der eigentlichen Gründung von NASCAR ist Bills Übernahme des Vorsitzes das vielleicht wichtigste Ereignis in der Geschichte der Vereinigung.“) NASCAR wandelte sich unter seiner Führung von einem regionalen Sport in den Südstaaten zu einem Nationalsport der USA.
Er führte das Erbe seines Vaters fort und förderte das Wachstum des Daytona 500-Rennens der Tourenwagen sowie das Daytona 200 der Motorräder auf dem Daytona International Speedway. Während seiner Führung wurde die Winston Million durch R.J. Reynolds im Jahre 1984 eingeführt. Dabei wurde ein Preisgeld von 1 Mio. US-Dollar an den Fahrer ausgeschüttet, der drei von zuvor festgelegten vier Rennen gewinnen konnte.
Im Jahre 1973 wurde die Grand National Series in Winston Cup umbenannt, den heutigen Sprint Cup. Das Preisgeld für Meisterschaftspunkte stieg von 750.000 US-Dollar auf 2 Mio. US-Dollar. Bis 1998 stieg der Anteil des Meisters auf 2 Mio. US-Dollar an.

### Fernsehverträge
NASCAR hatte im Jahr 1972 nur wenige Rennen, die im Fernsehen ausgestrahlt wurden. Und die Rennen, die ausgestrahlt wurden, waren in andere Sendungen integriert. France schloss daher einen Vertrag mit Neal Pilson, dem Präsidenten von CBS Sports ab, das Daytona 500 im Jahre 1979 vom Start bis zur Zielflagge zu übertragen. Dieses Rennen war die erste Live-Übertragung eines NASCAR-Rennens vom Start bis zum Ziel. Es erreichte hohe Einschaltquoten, teilweise auch aufgrund eines Schneesturms im Mittleren Westen und Nordosten der USA. Richard Petty gewann das Rennen, nachdem der Führende Donnie Allison und Cale Yarborough in der letzten Runde zusammengestoßen waren und sich daraufhin mit Fäusten attackiert hatten. Die hohe Einschaltquote und die anhaltende Berichterstattung in der Presse halfen France dabei, im Jahre 1980 Verträge mit ESPN, im Jahre 1990 mit TNN sowie mit TBS abzuschließen. Den Höhepunkt seiner Karriere erreichte er mit einem Vertrag über 2,4 Milliarden US-Dollar im Jahre 1999 für die NASCAR-Saison 2001.

### Ruhestand
Im Jahre 2000 übergab France die Präsidentschaft von NASCAR an Mike Helton, nachdem bei ihm Krebs diagnostiziert worden war. Seinen Sohn Brian France machte er im Jahre 2003 zum CEO und Vorsitzenden von NASCAR. Er selbst blieb bis zu seinem Tod im sechs Personen umfassenden NASCAR-Vorstand.
Die France-Familie kontrolliert NASCAR weiterhin in vollem Umfang und besitzt Mitbestimmungsrecht in der International Speedway Corporation, der diverse Rennstrecken in den USA gehören. Seine TochterLesa France Kennedy ist deren Präsidentin.

### Tod
France litt bereits seit dem Jahr 1999 an Krebs. Obwohl er sich auf dem Weg der Besserung befand, erholte er sich nie vollkommen von der Krankheit und hatte oftmals Schwierigkeiten beim Atmen. Daher befand er sich im Jahre 2007 zweimal zur stationären Behandlung im Krankenhaus. France starb am 4. Juni 2007 im Alter von 74 Jahren an den Folgen seiner Krankheit. Sein Tod ereignete sich während des aufgrund starken Regens verschobenen Autism Speaks 400-Rennens auf dem Dover International Speedway und wurde während der Live-Berichterstattung bekannt gegeben. Ihm zu Ehren hielten die Reporter von FOX während eines Neustarts des Rennens eine Schweigeminute ab und die Flaggen an der Rennstrecke wurden auf halbmast gesenkt.

## Halls of Fame
- International Motorsports Hall of Fame im Jahre 2004.[4]
- Motorcycle Hall of Fame im Jahre 2004.[3]
- Oceanside Rotary Club of Daytona Beach Stock Car Racing Hall of Fame im Jahre 2001.[2]
- Motorsports Hall of Fame of America im Jahre 2004.[6]
- Automotive Hall of Fame im Jahre 2006.[8]